# Deherainia smaragdina
Deherainia smaragdina är en viveväxtart. Deherainia smaragdina ingår i släktet Deherainia, och familjen viveväxter.

## Underarter
Arten delas in i följande underarter:
- D. s. occidentalis
- D. s. smaragdina

## Bildgalleri

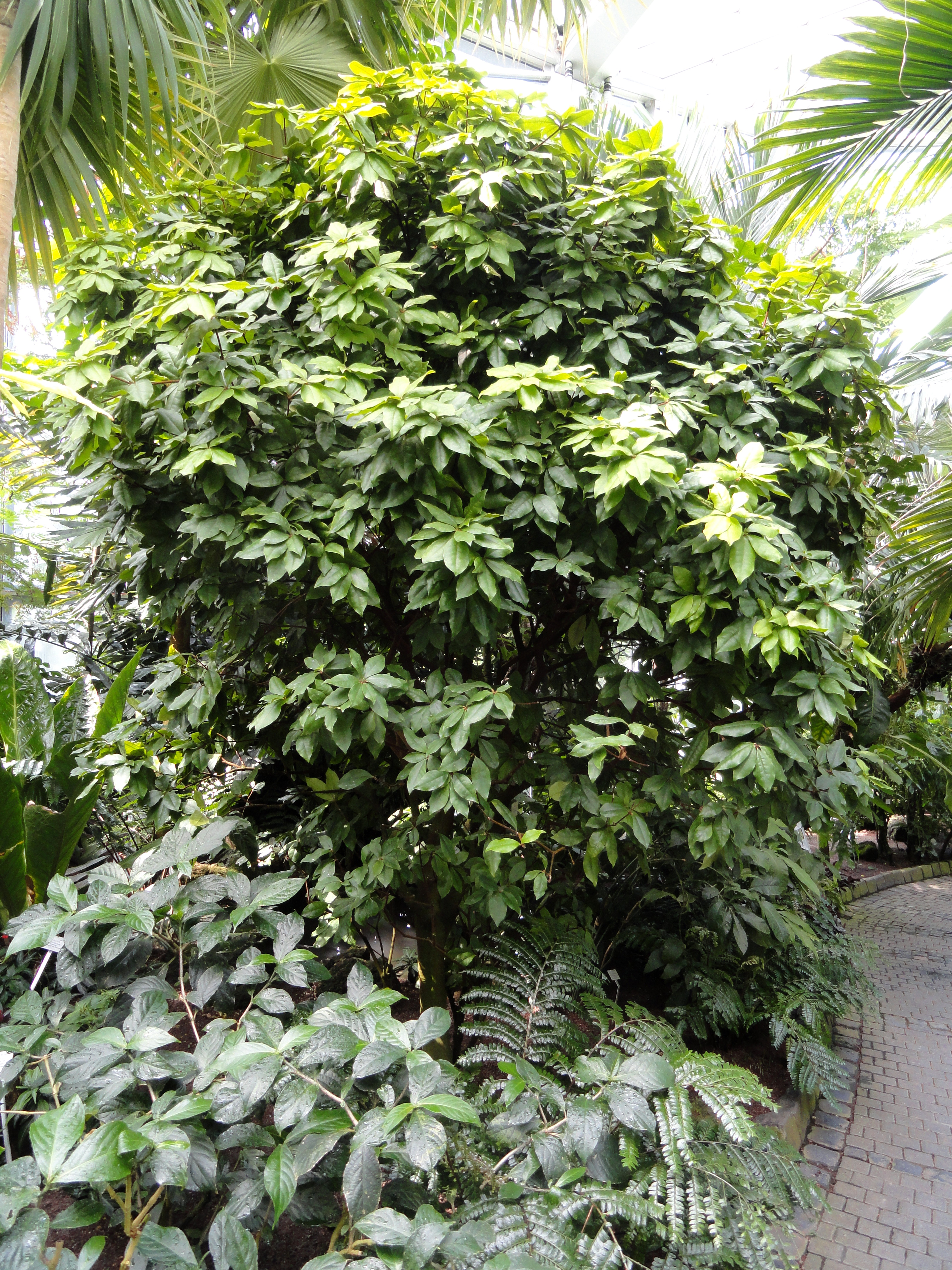
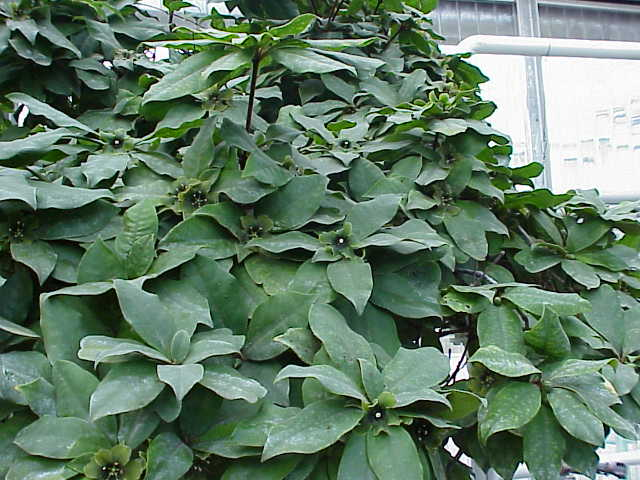
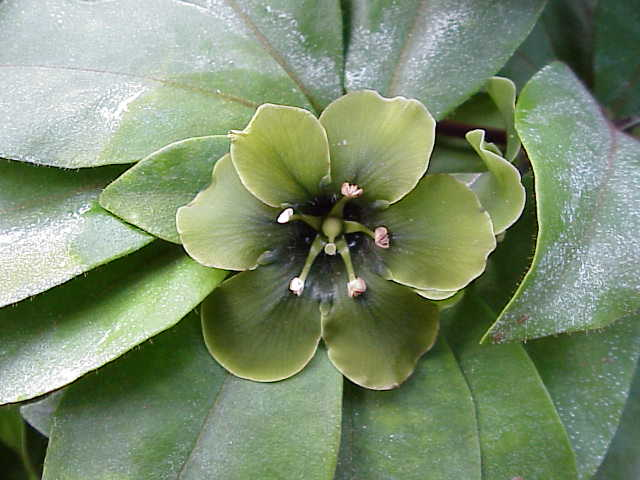
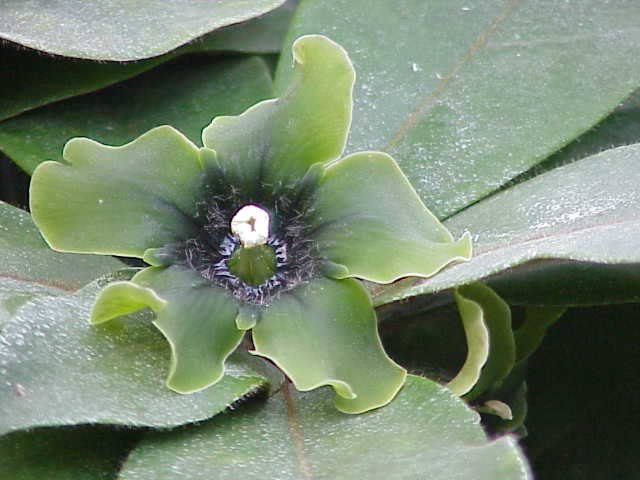
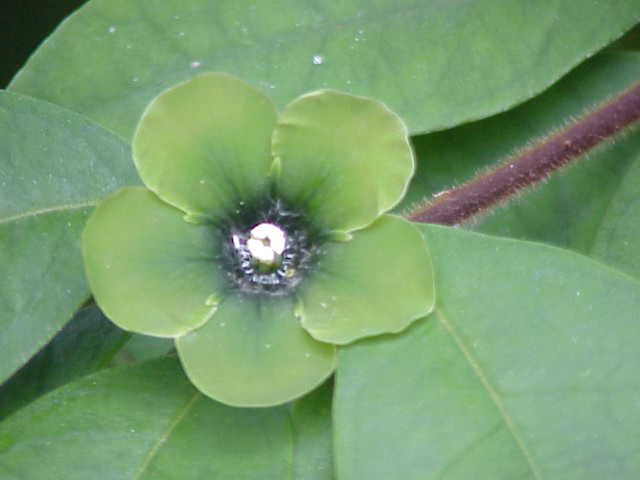
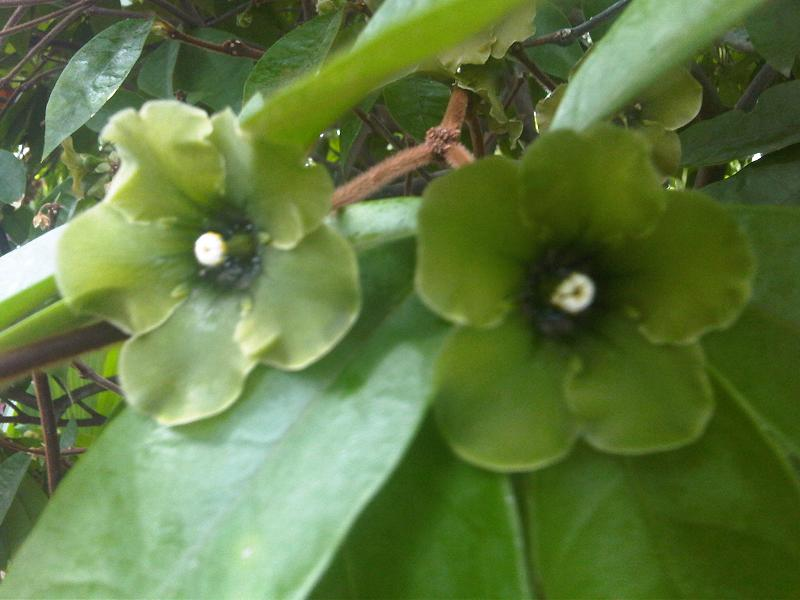